# Solomon Weniaminowitsch Schereschewski
Solomon Weniaminowitsch Schereschewski (russisch Соломон Вениаминович Шерешевский; * 1886; † 1958) war ein russischer Journalist und Gedächtniskünstler, der in den 1920er Jahren bekannt wurde.
Er nahm jahrzehntelang an Gedächtnisstudien teil, hauptsächlich bei dem Neuropsychologen Alexander Romanowitsch Lurija. Dieser veröffentlichte 1965 eine Fallstudie über seine 30-jährigen regelmäßigen Experimente mit Schereschewski, die 1968 in englischer Übersetzung erschien und unter dem Titel Kleines Porträt eines großen Gedächtnisses auch ins Deutsche übersetzt wurde. Sie gilt als Vorlage für die Figur des „Asano“ in dem Film Away with Words von Christopher Doyle.
Peter Brook brachte eine Adaption der Biografie in Paris auf die Bühne.